# Keltská mytologie

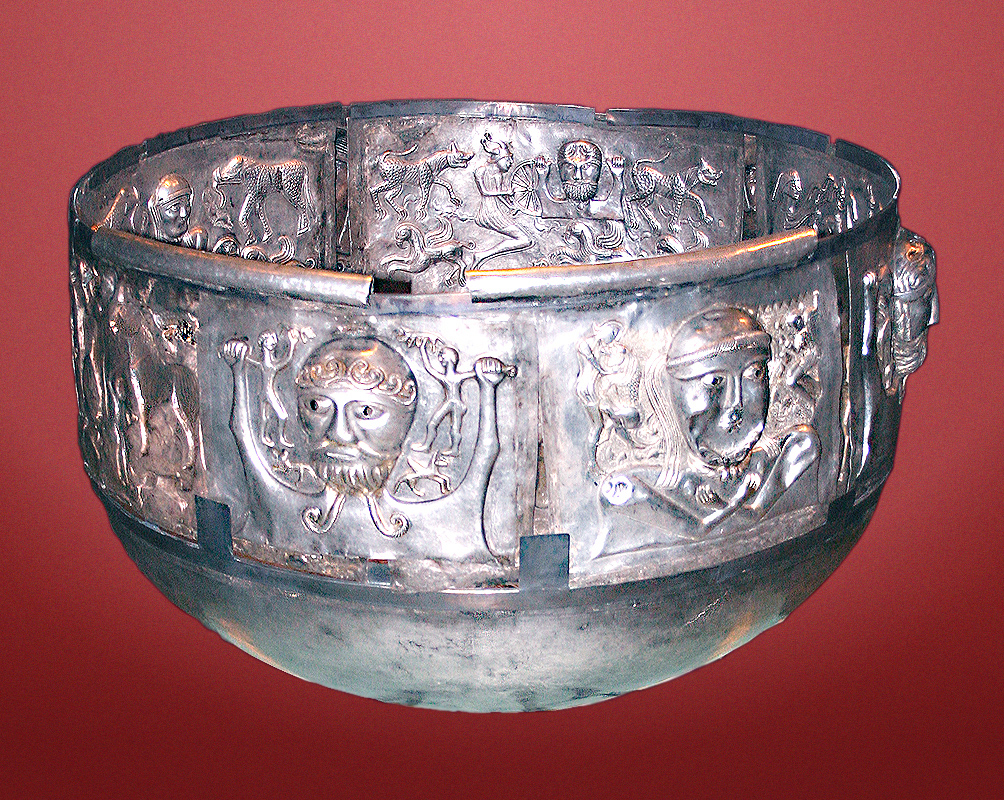
Kotlík z Gundestrupu z galo-římské doby zobrazuje po vzoru antiky keltské bohy v lidské podobě.

Keltská mytologie je soubor pověstí a mýtů ústně tradovaných mezi Kelty, kteří žili na území Británie, Irska, západní části Pyrenejského poloostrova, v Galii (území dnešní Francie), na severu Apeninského poloostrova a dále přes střední Evropu až na poloostrov Malá Asie (vše v období 5. - 1. století př. n. l.). Hovořili stejným jazykem, měli stejné zvyky, ale vzhledem k velké oblasti, kterou obývali, se jejich pověsti a legendy značně lišily. Z období předtím, než převzali křesťanství, nezanechali za sebou žádné písemnosti. Existují tedy jen nepřímé důkazy (archeologické nálezy, písemnosti antických nekeltských autorů).

## Kořeny keltské mytologie

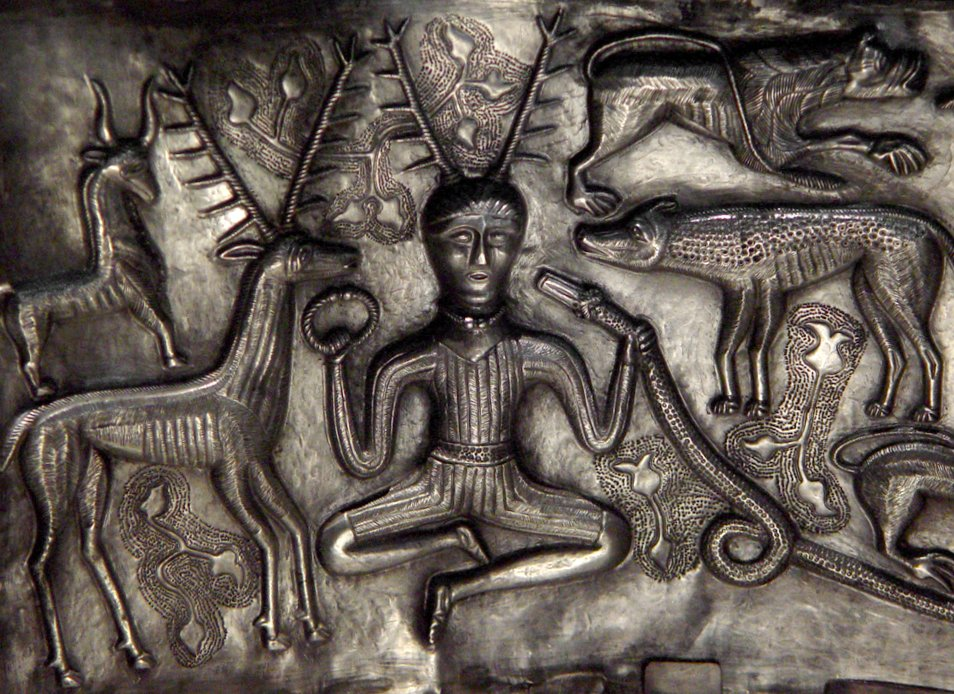
Detailní pohled na vyobrazení Cernunna se zvířaty na stříbrném kotlíku z Gundestrupu

Kořeny keltské mytologie i náboženství je nutno hledat u Indoevropanů z nichž po příchodu do Evropy vznikly i keltské kmeny. Indoevropané si s sebou přinesli i určité náboženské představy, které byly výrazně odlišné od představ zde již žijících kmenů. Asimilací původního obyvatelstva došlo k propojení těchto představ, které pak utvořily základ nejen keltské mytologie. U keltských kmenů je specifická skutečnost, že jejich náboženství a mytologie je představami původního obyvatelstva ovlivněna více než např. ve Středomoří. Tato skutečnost je poměrně dobře patrná na postavení žen a bohyň ve společnosti, předpokládá se, že keltské kmeny převzaly od původního obyvatelstva matriarchální mateřské bohyně, které se pak vdaly za jejich původní indoevropské bohy, čímž postupně vznikl nový panteon a spolu s ním i nová mytologie.
Vývoj keltské mytologie byl od prvního století př. n. l. velmi výrazně ovlivněn římskou říší, v průběhu sta let se prakticky všechny keltské kmeny staly součástí římské říše jako její provincie. To vedlo k tomu, že keltská mytologie přijala řadu podnětů od Římanů a řadu pozměněných motivů zase Římu poskytla. Řada keltských bohů se postupně stala přízviskem bohů římských na základě nějaké podobnosti. Díky této navázanosti na římskou kulturu je období od prvního století př. n. l. až po zánik Říma nazýváno galořímské období.

## Keltská mytologie v Irsku
V knize o nájezdech se můžeme dovědět něco o dobývání Irska z hlediska keltské mytologie. Začíná tažením pod vedením Cesairy a končí příchodem Gaelů (Keltů). Hlavními postavami jsou Tuatha Dé Danann (lid bohyně matky Danu). Před nimi bylo Irsko obsazeno Partholonem, který velel prvnímu kolonizačnímu nájezdu po Potopě. Partholon a jeho lid podlehli moru. Gaelové, první gaelsky mluvící Keltové, byli potomky Mílových synů, kteří přišli ze Španělska. Jakmile dorazili do Irska, narazili na tři bohyně země - Banbhu, Fódlu a Ériu. Každá od nich chtěla slib, že pokud se jim podaří v Irsku úspěšně usídlit, pojmenují zemi podle ní. Věštec (fili) Amhairghin ujistil Ériu, že se Irsko bude nazývat jejím jménem. Za to zas Éria předpověděla, že zem bude navždy patřit Gaelům.

### Túatha Dé Danann
Tuatha Dé Danann (nebo též Túatha Dé Danannští) je rasa božských bytostí, údajně pocházející z bohyně Danu. Byli obyvatelé Irska před příchodem Keltů. Do Irska přinesli s sebou čtyři mocné talismany - kámen Lia Fáil (zvolal, když se ho dotkl právoplatný král), Lughovo kopí (zaručovalo vítězství), Nuadův meč (nikdo před ním neunikl) a Dagdův kotel (od něj nikdo neodešel nespokojený). K nejvýznamnějším bohům Tuatha Dé Danann se vztahují různé mýty a příběhy.